# Haleiwa
Haleiwa é uma Região censo-designada localizada no estado americano do Havaí, no Condado de Honolulu.

## Demografia
Segundo o censo americano de 2000, a sua população era de 2225 habitantes.

## Geografia
De acordo com o United States Census Bureau tem uma área de 6,5 km², dos quais 4,7 km² cobertos por terra e 1,8 km² cobertos por água. Haleiwa localiza-se a aproximadamente 4 m acima do nível do mar.

## Localidades na vizinhança
O diagrama seguinte representa as localidades num raio de 16 km ao redor de Haleiwa.